# العلاقات الجزائرية اليابانية
العلاقات الجزائرية اليابانية (بالإنجليزية: Algeria–Japan relations)‏ ، هي العلاقات الدبلوماسية الرسمية بين اليابان والجزائر ، وتقع السفارة الجزائرية في قلب العاصمة اليابانية طوكيو ، وكما تقع مقر السفارة اليابانية في العاصمة الجزائرية «الجزائر».

## تاريخ
العلاقات الجزائرية اليابانية حديثة نسبيا حيث يعود تاريخها، عندما قامت جبهة التحرير الوطني بافتتاح سفارة لها بطوكيو سنة 1958. فمنذ إسترجاع الجزائر لسيادتها تم تأسيس أول جمعية للصداقة الجزائرية اليابانبة سنة 1958 بمبادرة من برلمانيين يابانيين وممثلي جبهة التحرير الوطني إلى جانب تعبير السلطات اليابانية عن تضامنها مع الجزائر سنة 1959 من خلال الترخيص لفتح مكتب ممثل لجبهة التحرير الوطني بطوكيو.

## إقتصاديا وتجاريا
تمتد علاقات الشراكة والتعاون بين الجزائر واليابان إلى العديد من القطاعات الحيوية منها الأشغال العمومية والنقل البحري والصيد البحري والموارد المائية والثقافة والتعليم العالي والبحث العلمي. كذلك تطور حجم المبادلات التجارية بين البلدين بمعدل مليارَي دولار خلال السنوات الأخيرة وتعد اليابان الممون الأسيوي الثالث للجزائر وزبونها الرابع بالنسبة للقارة الأسيوية بخصوص صادراتها من الغاز الطبيعي المميع إلى جانب مواد غازية ومعدنية وأخرى مثل الصيد البحري.